# Tithraustes quinquepunctata
Tithraustes quinquepunctata är en fjärilsart som beskrevs av W. Warren 1901. Tithraustes quinquepunctata ingår i släktet Tithraustes och familjen tandspinnare. Inga underarter finns listade i Catalogue of Life.